# Phoebe Tonkin
Phoebe Jane Elizabeth Lagrange (de soltera, Tonkin; nacida en Sídney, Nueva Gales del Sur, 12 de julio de 1989) es una actriz y modelo australiana. Es conocida por sus interpretaciones de Cleo Sertori en la serie de televisión H2O: Just Add Water, Faye Chamberlain en The Secret Circle y a Hayley Marshall en las series The Vampire Diaries y The Originals.

## Primeros años
Phoebe Tonkin nació en Sídney, Australia. Desde los cuatro años ha practicado danza clásica, incluyendo ballet, rap, hip hop y danza contemporánea. Culminó sus estudios secundarios en el Queenwood School en Sídney. También estudió actuación en el Australian Theatre for Young People (ATYP) en Sídney.

## Carrera
Phoebe Tonkin ha participado en obras de teatro como Shakespeare, A Midsummer Night's Dream, Antigone, White Crane y Venetian Twins. También ha aparecido en comerciales para Opel, Vauxhall Motors y Chic Management en Australia.

### 2006-2010H2O: Just Add Water
En 2006, Phoebe Tonkin fue elegida para interpretar a Cleo Sertori en la serie de televisión australiana H2O: Just Add Water. Tonkin compartió créditos con Claire Holt, Cariba Heine, Angus McLaren e Indiana Evans. Para preparase para el papel, tuvo que tomar clases de natación.
La serie se convirtió en un auténtico fenómeno mundial siendo emitida en más de 120 países y fue doblada a español, árabe, griego, polaco, ruso y francés. Este hecho propulsó a Tonkin al estatus de ídolo adolescente.
Por su actuación en la serie, Phoebe fue nominada como "Mejor actriz principal en una serie de televisión" en los prestigiosos premios Australian Film Institute Awards (Premios AACTA).
En 2010, encarnó a Adrian Hallun en la aclamada serie de televisión australiana Home and Away. Ese mismo año, apareció como invitada en la serie de televisión Packed to the Rafters, interpretando a Lexi. En ese mismo año, hizo su debut cinematográfico protagonizando la película australiana Tomorrow, When the War Began, donde interpretó a Fiona Maxwell.
En agosto de 2010, Phoebe Tonkin participó en la película de terror en Bait 3D, rodada en Gold Coast, Australia. En esta película, se reencontró con su coprotagonista en H2O: Just Add Water, Cariba Heine.

### 2011-2016The Vampire Diaries y The Originals
En abril de 2011, fue confirmada como parte del elenco principal de la serie de televisión estadounidense The Secret Circle, escrita por Kevin Williamson y basada en  la trilogía de libros del mismo nombre de la escritora L. J. Smith. Tonkin interpretó el personaje de Faye Chamberlain.
En 2012, se confirmó que sería parte del elenco principal de la cuarta temporada de la serie de televisión estadounidense The Vampire Diaries, interpretando a Hayley Marshell, una mujer lobo. En esta serie, se reencuentra con su coprotagonista en H2O: Just Add Water, Claire Holt. Ese mismo año, retomó su personaje como Hayley Marshall en la serie de televisión The Originals, spin-off de The Vampire Diaries.

### 2017-presente
El 15 de mayo de 2017, se confirmó que sería parte del elenco principal de serie de televisión de SBS, Safe Harbour, donde interpretó a Olivia.
En mayo de 2018, Tonkin participa en la cuarta temporada de la serie de televisión estadounidense de drama The Affair., interpretando a Delphine. Después de expresar su deseo de continuar trabajando en Australia en entrevistas, se anunció el 20 de agosto de 2018 que Tonkin fue elegida en Bloom, la plataforma de transmisión al aire Stan, como una versión más joven del personaje Gwen Reid, la versión mayor que es retratada por Jacki Weaver.
En 2019, Phoebe Tonkin escribió y dirigió su primer cortometraje, titulado Furlough, que se proyectó en todo el mundo en festivales de cine en 2020. Desde 2019, Tonkin ha participado en el programa de cineastas de Tribeca Chanel Women's destinado a empoderar a las mujeres.
En abril de 2021, se anunció que Phoebe coprotagonizaría una película de terror titulada Night Shift, junto a Lamorne Morris y Madison Hu. La película será dirigida por Paul y Benjamin China.

## Otros proyectos
Phoebe Tonkin ha aparecido en varios anuncios que incluyen Vauxhall Motors y anteriormente firmó con Chic Management. Su carrera como modelo incluye rodajes para Girlfriend, Teen Vogue , Elle Australia, Complex, Miss Vogue, Vogue Australia, Dolly y Free People.
En el año 2011, Phoebe Tonkin apareció en el video musical de Miles Fisher "Don't Let Go".
En 2012, Tonkin abrió un sitio web sobre salud con su amiga Teresa Palmer llamado Your Zen Life pero en junio de 2015, Tonkin anunció que dejaría su participación en el sitio debido a compromisos laborales.
Phoebe Tonkin ha aparecido como el rostro de la línea de trajes de baño Matteau Swim de la estilista con sede en Nueva York Ilona Hamer de 2015 a 2017, completando 3 temporadas con la marca. También en 2015, apoyó la línea de ropa de estilo de vida para Witchery.
En septiembre de 2017, Tonkin apareció en la campaña publicitaria Journey To The Wild Side de Smythson para promocionar su última gama de productos. En mayo de 2018, apareció en la campaña de moda "#findyouruniform" de Jenni Kayne junto a Lara Bingle y TyLynn Nguyen.
Del mismo modo, Phoebe es embajadora de la marca Chanel. Para la edición de abril de 2018 de Vogue Australia, Tonkin se sometió a otra sesión de fotos en asociación con la directora de maquillaje de Chanel, Lucia Pica. En septiembre de ese mismo año, se dio a conocer como una de las nueve mujeres que participan en una campaña digital para la línea de productos Gabrielle de Chanel.
En octubre de 2020, Tonkin lanzó su propia marca de ropa "Lesjour!", Una marca de ropa de descanso sostenible que Tonkin describe como inspirada en el traje de ocio de los años 70 y la vida californiana. TPhoebe mencionó que la marca de ropa fue la razón por la que se mudó permanentemente de Nueva York a Los Ángeles, donde la marca fue diseñada, fabricada con EcoVero y desde donde se envía. Tonkin declaró que había tenido la idea de una marca de ropa durante dos años y decidió lanzarla ya que su trabajo como actriz se vio afectada por la pandemia de COVID-19.

## Vida personal
En junio de 2020 anunció en su cuenta de Instagram su relación con el cantante Alexander Greenwald.
En octubre de 2024 anunció que se había comprometido con Bernard Lagrange.

## Filmografía

### Cine
| Año  | Título                       | Papel         | Notas                 |
| ---- | ---------------------------- | ------------- | --------------------- |
| 2010 | Tomorrow, When The War Began | Fiona Maxwell |                       |
| 2012 | Bait (Carnada)               | Jaime         |                       |
| 2014 | The Ever After               | Mabel         |                       |
| 2016 | Billionaire Ransom           | Amy Tilton    |                       |
| 2018 | Final Stop                   | La Chica      | Cortometraje          |
| 2020 | Furlough                     | ―             | Directora y guionista |
| 2022 | Babylon                      | Jane Thornton |                       |
| 2023 | Transfusion                  | Justine Logan |                       |
| 2023 | Night Shift                  | Gwen Taylor   |                       |

### Televisión
| Año       | Título                | Papel                                  | Notas                          |
| --------- | --------------------- | -------------------------------------- | ------------------------------ |
| 2006–2010 | H2O: Just Add Water   | Cleo Sertori                           | Protagonista; 78 episodios     |
| 2009–2010 | Packed to the Rafters | Lexi                                   | 3 episodios                    |
| 2010      | Home and Away         | Adrian Hall                            | 7 episodios                    |
| 2011–2012 | The Secret Circle     | Faye Chamberlain                       | Protagonista; 22 episodios     |
| 2012–2013 | The Vampire Diaries   | Hayley Marshall                        | 8 episodios                    |
| 2013–2018 | The Originals         | Hayley Marshall-Kenner/Andrea Labonair | Elenco principal; 85 episodios |
| 2015      | Stalker               | Nicole Clark                           | 1 episodio                     |
| 2018      | Safe Harbour          | Olivia Gallagher                       | Protagonista - miniserie       |
| 2019–2020 | Bloom                 | Gwen Reed                              | Elenco principal; 12 episodios |
| 2020      | Westworld             | Penny                                  | 2 episodios                    |
| 2024      | Boy Swallows Universe | Frances Bell                           | Protagonista - miniserie       |

## Premios y nominaciones
| Año  | Premio        | Categoría                                          | Serie               | Resultado |
| ---- | ------------- | -------------------------------------------------- | ------------------- | --------- |
| 2008 | Premios AACTA | Mejor actriz protagónica en un drama de televisión | H2O: Just Add Water | Nominada  |